# Anoplocurius altus
Anoplocurius altus är en skalbaggsart som beskrevs av Knull 1942. Anoplocurius altus ingår i släktet Anoplocurius och familjen långhorningar. Inga underarter finns listade i Catalogue of Life.